# Final da Liga dos Campeões da UEFA de 2003–04
A Final da Liga dos Campeões da UEFA de 2003–04, foi um jogo de futebol disputado na Arena AufSchalke , em Gelsenkirchen, na Alemanha, em 26 de Maio de 2004, para decidir o vencedor da UEFA Champions League de 2003-04, entre Mónaco e FC Porto de Portugal, que venceu a partida por 3-0, com gols de Carlos Alberto, Deco e Dmitriy Alenichev.
Antes de 2004, o último triunfo do Porto na competição havia sido em 1987 – , embora eles tivessem ganho a Taça UEFA da temporada anterior – enquanto o Mônaco estava a jogar a sua primeira final da Liga dos Campeões. Ambas as equipas começaram as suas campanhas na UEFA Champions League na fase de grupos e derrotaram ex-campeões Europeus no seu caminho para a final. O Porto venceu o Manchester United, vencedor em 1968 e 1999, enquanto o Mónaco derrotou o Real Madrid, que na altura já tinha vencido o troféu nove vezes.
Ambas as equipas foram consideradas como outsiders na competição antes da fase final e eram lideradas por jovens treinadores: o Mónaco tinha o ex-capitão da França Didier Deschamps e o Porto era conduzido por uma estrela em ascensão, José Mourinho, que deixou a equipa para o Chelsea após a final.
O Mónaco tornou-se na segunda equipa francesa a chegar a Final da Liga dos Campeões. O Olympique de Marseille perdeu a final de 1991 , mas triunfou dois anos depois ao bater o AC Milan.

## Caminho até a final

### As Monaco
O Mónaco terminou em segundo lugar na Ligue 1 na temporada anterior, o que significa que eles entraram na Liga dos Campeões na fase de grupos. Eles foram colocados no Grupo C, juntamente com o Deportivo La Coruña, o PSV Eindhoven e o AEK de Atenas. Após a vitória por 2-1, em sua primeira vitória na Holanda, e uma goleada de 4 a 0, no Stade Louis II, contra o AEK de Atenas, o Mónaco foi para a Espanha para ser derrotado por 1-0, pelo Deportivo.A aventura Monegasco realmente começou após o jogo contra o Deportivo, quando Monaco venceu 8-3, o que representa o maior número de gols em uma única partida na história da nova versão da UEFA Champions League. O atacante croata Dado Pršo marcou quatro vezes, enquanto o capitão Ludovic Giuly (2), Jérôme Rothen, Jaroslav Plašil e Édouard Cissé pulverizado a linha defensiva espanhola. Depois de mais dois empates contra o PSV Eindhoven e o AEK de Atenas, Mónaco terminou na liderança do Grupo C.
Nas oitavas-de-finais o Mônaco ganhou do o Lokomotiv de Moscou depois de uma derrota por 2 a 1 na Rússia e uma vitória, por 1-0, no Stade Louis II. Nas quartas-de-final, Mônaco jogado contra o Real Madrid. Depois de uma derrota por 4-2 em Madrid (onde Fernando Morientes marcou, e foi aplaudido pelos seus ex-fãs), Mónaco virou uma sensação ao derrotar o espanhol por 3-1 em casa.
Mônaco jogou contra o Chelsea nas semis-finais, e apesar da exclusão de Akis Zikos, Mónaco encontrou força suficiente para marcar duas vezes e ganhar o jogo por 3-1. O último gol foi marcado pelo atacante Shabani Nonda, que acaba de regressar de uma de sete meses de lesão. A segunda partida em Stamford Bridge viu Mônaco resistir, o Chelsea,e empatar por 2-2 para chegar a final da Copa Europeia pela primeira vez na sua história.

### Porto
Porto, vencedor da Primeira Liga, Taça de Portugal e Taça UEFA , em 2002-03, foram os únicos portugueses na fase de grupos, após mais uma eliminação precoce do Benfica na terceira pré-eliminatória, perante a italiana Lazio. O Porto foi sorteado no Grupo F, junto com o Real Madrid, Marselha e Partizan. O Porto jogou a sua primeira partida no Estádio Partizan , em Belgrado, Sérvia. Costinha marcou o primeiro golo da partida aos 22 minutos, mas Andrija Delibašić marcou o golo do empate, aos 54 minutos. No jogo seguinte, no Estádio das Antas, foi derrotado por 3-1 pelo Real Madrid. Costinha marcou o primeiro golo de novo, aos sete minutos. Helguera empatou em 28 minutos; Solari aos 37 minutos e Zidane aos 67 marcou o terceiro do Real Madrid. Depois de obter apenas um ponto nos dois primeiros jogos, o Porto obteve três vitórias consecutivas garantindo assim o seu lugar nos oitavos-de-final.
Três vitórias, duas contra o Marselha e uma contra o Partizan, segurou o Porto para os oitavos-de-final, antes do último jogo da fase de grupos, que resultou num empate em Madrid. Nas oitavos-de-final, o Porto defrontou o Manchester United.A equipa portuguesa venceu por 2-1 em casa e conseguiram qualificar-se nos minutos finais da segunda mão, quando Costinha marcou o golo do empate perto do tempo complementar resultando num empate a uma bola em Old Trafford. Nos quartos-de-final, o Porto defrontou uma equipa francesa pela segunda vez na competição: uma vitória de 2 a 0 em casa e um empate a dois golos em França colocaram o Lyon fora da competição. Na Semi-final, o Porto jogou contra o Deportivo La Coruña, vencendo no agregado por 1-0.
| Time                | J | V | E | D | GP | GC | SG  | Pts |
| ------------------- | - | - | - | - | -- | -- | --- | --- |
| Monaco              | 6 | 3 | 2 | 1 | 15 | 6  | +9  | 11  |
| Deportivo La Coruña | 6 | 3 | 1 | 2 | 12 | 12 | 0   | 10  |
| PSV Eindhoven       | 6 | 3 | 1 | 2 | 8  | 7  | +1  | 10  |
| AEK Athens          | 6 | 0 | 2 | 4 | 1  | 11 | −10 | 2   |

| Time        | J | V | E | D | GP | GC | SG | Pts |
| ----------- | - | - | - | - | -- | -- | -- | --- |
| Real Madrid | 6 | 4 | 2 | 0 | 11 | 5  | +6 | 14  |
| Porto       | 6 | 3 | 2 | 1 | 9  | 8  | +1 | 11  |
| Marseille   | 6 | 1 | 1 | 4 | 9  | 11 | −2 | 4   |
| Partizan    | 6 | 0 | 3 | 3 | 3  | 8  | −5 | 3   |

Legenda: (C) casa; (F) fora

## Partida

### Detalhes
| 26 de maio de 2004 | Monaco | 0 - 3 | FC Porto                                      | Arena AufSchalke, Gelsenkirchen             |
| 20:45              |        |       | Carlos Alberto 39' · Deco 71' · Alenichev 75' | Público: 74,000 Árbitro: Kim Milton Nielsen |

| Monaco | Porto |

| G                | 30 | Flavio Roma         |     |
| Z                | 4  | Hugo Ibarra         |     |
| Z                | 27 | Julien Rodriguez    |     |
| Z                | 32 | Gaël Givet          | 72' |
| Z                | 3  | Patrice Evra        |     |
| MC               | 14 | Édouard Cissé       | 64' |
| MC               | 7  | Lucas Bernardi      |     |
| MC               | 15 | Akis Zikos          |     |
| RW               | 8  | Ludovic Giuly (c)   | 23' |
| A                | 25 | Jérôme Rothen       |     |
| CA               | 10 | Fernando Morientes  |     |
| Substituições:   |    |                     |     |
| G                | 29 | Tony Sylva          |     |
| A                | 19 | Sébastien Squillaci | 72' |
| M                | 6  | Jaroslav Plašil     |     |
| M                | 35 | Hassan El Fakiri    |     |
| A                | 9  | Dado Pršo           | 23' |
| M                | 18 | Shabani Nonda       | 64' |
| M                | 24 | Emmanuel Adebayor   |     |
| Treinador:       |    |                     |     |
| Didier Deschamps |    |                     |     |

| G              | 99 | Vítor Baía         |     |     |
| Z              | 22 | Paulo Ferreira     |     |     |
| Z              | 2  | Jorge Costa (c)    | 77' |     |
| Z              | 4  | Ricardo Carvalho   |     |     |
| Z              | 8  | Nuno Valente       | 29' |     |
| M              | 6  | Costinha           |     |     |
| M              | 23 | Pedro Mendes       |     |     |
| M              | 18 | Maniche            |     |     |
| M              | 10 | Deco               | 85' |     |
| A              | 19 | Carlos Alberto     | 40' | 60' |
| A              | 11 | Derlei             | 78' |     |
| Substituições: |    |                    |     |     |
| G              | 1  | Nuno               |     |     |
| M              | 5  | Ricardo Costa      |     |     |
| M              | 17 | José Bosingwa      |     |     |
| A              | 3  | Pedro Emanuel      | 85' |     |
| A              | 15 | Dmitri Alenichev   | 60' |     |
| LD             | 9  | Edgaras Jankauskas |     |     |
| LD             | 77 | Benni McCarthy     | 78' |     |
| Treinador:     |    |                    |     |     |
| José Mourinho  |    |                    |     |     |

| Homem do jogo: Deco (Porto) Árbitros assistentes: Jens Larsen (Dinamarca) Jørgen Jepsen (Dinamarca) Quarta oficial: Knud Erik Fisker (Dinamarca) | Regras de correspondência - 90 minutos. - 30 minutos do golo de ouro, de prata, fase de tempo extra, se necessário. - Penalties, se se mantiver o empate. - Sete nomeados substitutos. - No máximo três substituições. |

### Estatísticas
| Estatística       | As Monaco | Porto |
| ----------------- | --------- | ----- |
| Golos marcados    | 0         | 1     |
| Remates           | 1         | 2     |
| Remates à baliza  | 0         | 1     |
| Posse de bola     | 54%       | 46%   |
| Cantos            | 1         | 2     |
| Faltas cometidas  | 7         | 6     |
| Foras de jogo     | 7         | 3     |
| Cartões amarelos  | 0         | 2     |
| Cartões vermelhos | 0         | 0     |

| Estatística       | As Monaco | Porto |
| ----------------- | --------- | ----- |
| Golos marcados    | 0         | 3     |
| Remates           | 8         | 6     |
| Remates à baliza  | 0         | 4     |
| Posse de bola     | 55%       | 45%   |
| Cantos            | 7         | 4     |
| Faltas cometidas  | 17        | 20    |
| Foras de jogo     | 19        | 11    |
| Cartões amarelos  | 0         | 3     |
| Cartões vermelhos | 0         | 0     |